# Colombella (Perugia)
Colombella is een plaats (frazione) in de Italiaanse gemeente Perugia.